# Laurène Marx
Pour les articles homonymes, voir Marx.
Laurène Marx, née en 1987, est une comédienne et autrice transgenre française.

## Biographie

### Jeunesse et études
Laurène Marx naît en 1987.
À 16 ans, elle quitte l'école pour se lancer dans l'écriture. Elle monte ensuite à Paris où elle découvre les milieux du théâtre et du cinéma.

### Carrière artistique
Depuis 2023, Laurène Marx joue sa pièce Pour un temps sois peu en Belgique, un seule-en-scène dont la forme s'inspire du stand-up et dans lequel elle évoque le quotidien d'une femme trans,,. Au printemps 2024, elle crée également la pièce Je vis dans une maison qui n'existe pas, « un conte poétique » dans lequel elle aborde le sujet de la neuroatypie.

#### Controverse autourPour un temps sois peu
En 2015, Laurène Marx fait partie des artistes sélectionnés par le collectif Lyncéus pour une résidence artistique. C'est dans ce cadre qu'elle écrit Pour un temps sois peu, un monologue dans lequel elle aborde son vécu de femme trans.
Quatre ans plus tard, en 2019, l'autrice confie à Léna Paugam, fondatrice de Lyncéus et cisgenre, non seulement de mettre en scène, mais aussi de jouer Pour un temps sois peu. Léna Paugam ne se sent néanmoins pas de le faire, et choisit Hélène Rencurel, une comédienne également cisgenre, pour interpréter le monologue. Après que Laurène Marx a fait part de son désir de jouer son texte à Léna Paugam, celle-ci l'invite en février 2021 à les rejoindre, elle et Hélène Rencurel, pour réfléchir ensemble à une adaptation à deux voix du monologue. Si la rencontre n'a finalement pas lieu et la pièce déprogrammée par le Théâtre 13,, Laurène Marx parvient de son côté à réunir les financements pour jouer sa propre pièce au théâtre de Belleville, dans une mise en scène de Fanny Sintès.

« Laurène Marx livre une analyse acérée de nos normes, questionne la féminité occidentale, capable de s’imposer des implants mammaires dont le contenant, toxique, migre dans le corps tel un poison. Elle donne aussi les détails de la médication des femmes trans dans leur froide réalité. Comme ce « traitement qui coupe le robinet de la testostérone, qui peut te donner envie de te suicider ou des tumeurs au cerveau ». L’anéantissement du désir, qui est pourtant « ce qui compte vraiment dans l’existence. […] Personne ne devrait vivre sans désir. Moi, je l’ai vécu. Et j’en suis revenue pour te le dire. ». »

## Théâtre
- Pour un temps sois peu (mise en scène de Fanny Sintès)
- Borderline love (mise en scène de Fanny Sintès)
- Je vis dans une maison qui n'existe pas
- Jag et Johnny (avec Jessica Guilloud ; mise en scène de Laurène Marx)

## Publications
- Pour un temps sois peu/Transe, Éditions Théâtrales, 2021, 84 p. (ISBN 978-2-84260-922-1)
- Borderline love, Éditions Théâtrales, 2022, 102 p. (ISBN 978-2-84260-894-1)
- Je vis dans une maison qui n'existe pas, éditions blast, 2024, 112 p. (ISBN 978-2-492642-19-7)

## Podcast
Elle intervient dans le podcast « L'heure des prololottes » avec l'autrice et militante féministe Rose Lamy depuis mars 2025 dans lequel elles critiquent des films français (Vingt Dieux, Les Valseuses, Emilia Pérez ...).

## Distinctions
- Prix de la Librairie Théâtrale 2022 pour Transe[11].
- Prix étudiants Text'enjeux 2022 pour Transe[12].
- Prix de la Librairie Théâtrale 2023 pour Borderline love[11].
- Prix Adel Hakim 2022-2023 pour Pour un temps sois peu[13].